# Herminia deceptricalis
Herminia deceptricalis är en fjärilsart som beskrevs av Zetterstedt 1872. Herminia deceptricalis ingår i släktet Herminia och familjen nattflyn. Inga underarter finns listade i Catalogue of Life.